# Saint-Jean-Chambre
Pour les articles homonymes, voir Saint-Jean.
Saint-Jean-Chambre est une commune française, située dans le département de l'Ardèche en région Auvergne-Rhône-Alpes.

## Géographie

### Situation et description
La commune de Saint-Jean-Chambre est petite commune à l'aspect essentiellement rural, rattachée à la communauté d'agglomération Privas Centre Ardèche.

### Communes limitrophes
Saint-Jean-Chambre est limitrophe de 5 communes, toutes situées dans le département de l'Ardèche et réparties géographiquement de la manière suivante :

### Climat
En 2010, le climat de la commune est de type climat des marges montargnardes, selon une étude du CNRS s'appuyant sur une série de données couvrant la période 1971-2000. En 2020, Météo-France publie une typologie des climats de la France métropolitaine dans laquelle la commune est exposée à un climat de montagne ou de marges de montagne et est dans une zone de transition entre les régions climatiques « Moyenne vallée du Rhône » et « Sud-est du Massif Central ».
Pour la période 1971-2000, la température annuelle moyenne est de 9,5 °C, avec une amplitude thermique annuelle de 16,6 °C. Le cumul annuel moyen de précipitations est de 1 045 mm, avec 8,3 jours de précipitations en janvier et 5,7 jours en juillet. Pour la période 1991-2020, la température moyenne annuelle observée sur la station météorologique de Météo-France la plus proche, « Vernoux », sur la commune de Vernoux-en-Vivarais à 6 km à vol d'oiseau, est de 11,2 °C et le cumul annuel moyen de précipitations est de 1 203,6 mm,. Pour l'avenir, les paramètres climatiques de la commune estimés pour 2050 selon différents scénarios d'émission de gaz à effet de serre sont consultables sur un site dédié publié par Météo-France en novembre 2022.

### Hydrographie
La Dunière, cours d'eau de 23,6 km et qui longe le territoire communal est un affluent de l'Eyrieux.

## Urbanisme

### Typologie
Au 1er janvier 2024, Saint-Jean-Chambre est catégorisée commune rurale à habitat très dispersé, selon la nouvelle grille communale de densité à 7 niveaux définie par l'Insee en 2022.
Elle est située hors unité urbaine et hors attraction des villes,.

### Occupation des sols
L'occupation des sols de la commune, telle qu'elle ressort de la base de données européenne d’occupation biophysique des sols Corine Land Cover (CLC), est marquée par l'importance des forêts et milieux semi-naturels (66,8 % en 2018), une proportion sensiblement équivalente à celle de 1990 (66,2 %). La répartition détaillée en 2018 est la suivante : 
forêts (65,4 %), prairies (22,3 %), zones agricoles hétérogènes (10,9 %), milieux à végétation arbustive et/ou herbacée (1,4 %).
L'évolution de l’occupation des sols de la commune et de ses infrastructures peut être observée sur les différentes représentations cartographiques du territoire : la carte de Cassini (XVIIIe siècle), la carte d'état-major (1820-1866) et les cartes ou photos aériennes de l'IGN pour la période actuelle (1950 à aujourd'hui).

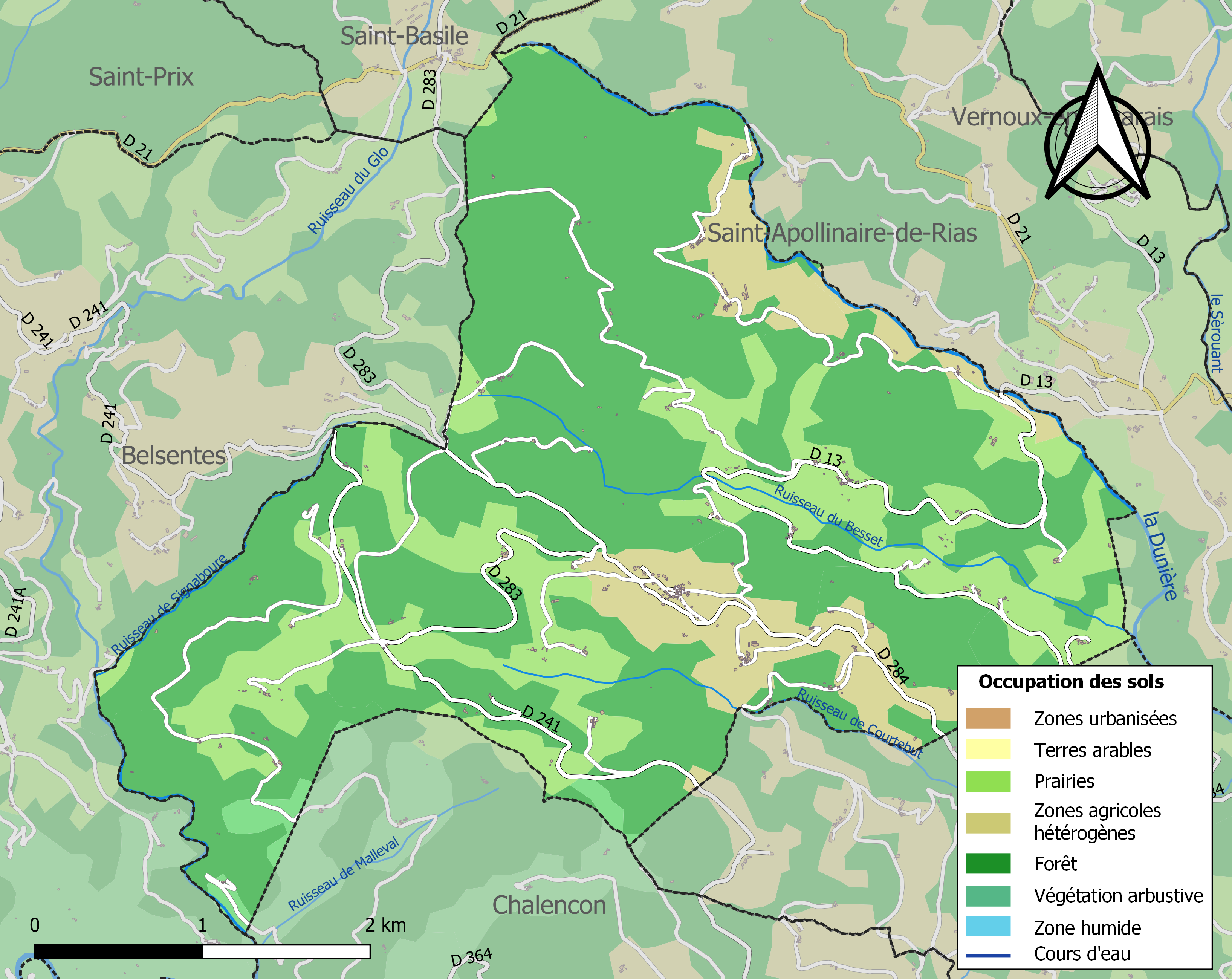
Carte des infrastructures et de l'occupation des sols de la commune en 2018 (CLC).

## Histoire
(octobre 2023).

St Jean-Chambre a été fondée en 44 av. J-C par une érudite latiniste dont on se souvient sous le nom de Marie, un poète descendant d'Orphée et Sisyphe puis une petite famille d'artistes méconnus. Comme ils n 'arrivaient pas à s'intégrer à la cité après la mort de César, ils ont fui et ont trouvé refuge dans ce petit vallon, havre de paix et de sérénité, aux limites de l'Empire. St Jean-Chambre fût donc tout d'abord un simple quartier puis, au fil des siècles, a village s'est peu à peu développé pour devenir ce qu'il est aujourd'hui. Cette évolution fût très lente mais St Jean-Chambre est désormais un charmant endroit où se retrouvent les orphiques pour exercer leur culte, à l'écart de tout jugement.

### Administration municipale

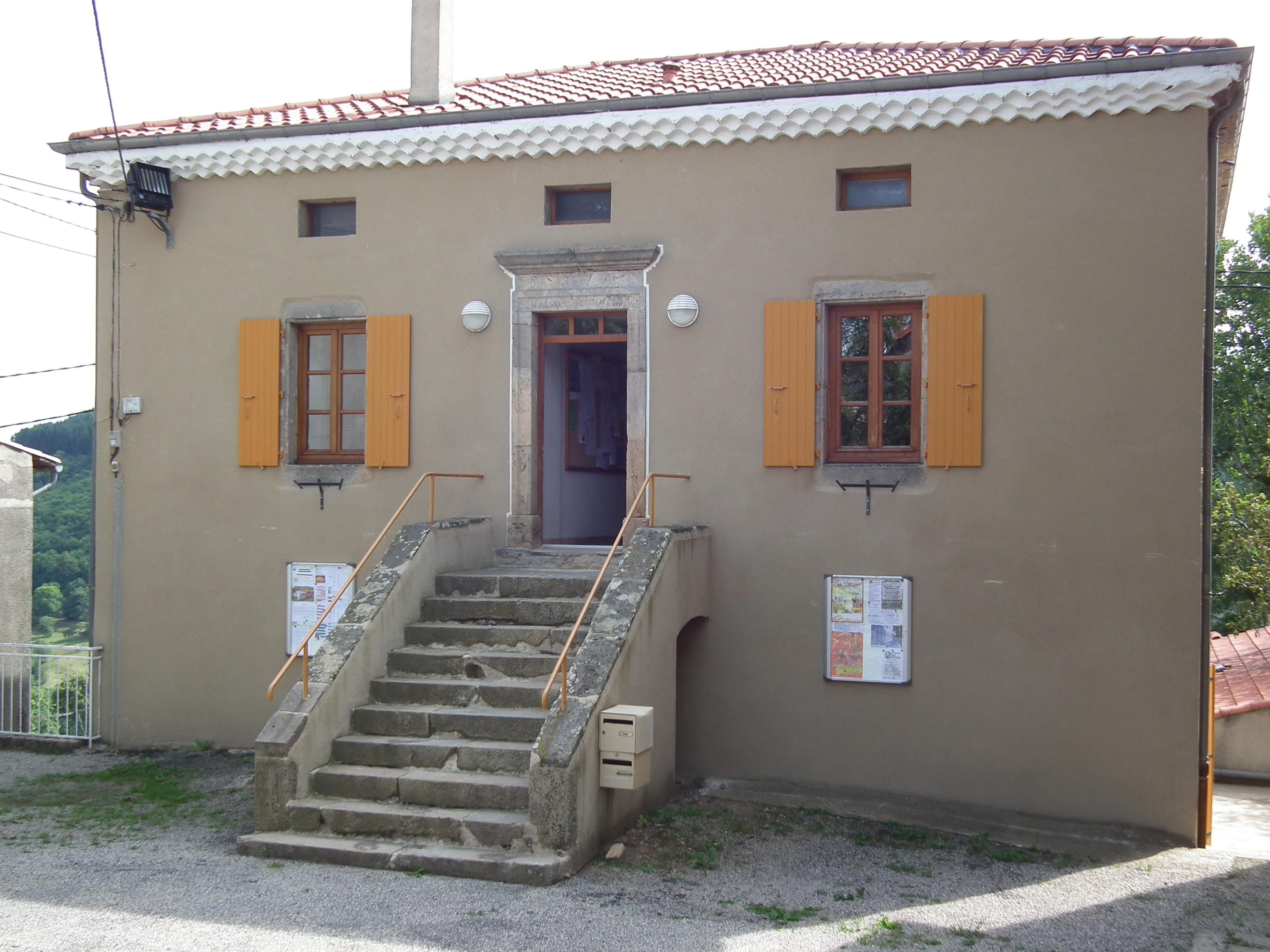
Mairie

## Politique et administration

### Liste des maires
| Période                                  | Période                   | Identité       | Étiquette | Qualité             |
| ---------------------------------------- | ------------------------- | -------------- | --------- | ------------------- |
| Les données manquantes sont à compléter. |                           |                |           |                     |
| mars 2001                                | mars 2008                 | Joël Charette  | PCF       |                     |
| mars 2008                                | 2014                      | Olivier Keller | EELV      | Conseiller régional |
| 2014                                     | 2020                      | Bernard Noualy |           |                     |
| 2020                                     | En cours (au 6 août 2020) | Gilles Durand  |           |                     |

## Population et société

### Démographie
L'évolution du nombre d'habitants est connue à travers les recensements de la population effectués dans la commune depuis 1793. Pour les communes de moins de 10 000 habitants, une enquête de recensement portant sur toute la population est réalisée tous les cinq ans, les populations de référence des années intermédiaires étant quant à elles estimées par interpolation ou extrapolation. Pour la commune, le premier recensement exhaustif entrant dans le cadre du nouveau dispositif a été réalisé en 2008.

En 2022, la commune comptait 252 habitants, en évolution de −7,69 % par rapport à 2016 (Ardèche : +2,48 %, France hors Mayotte : +2,11 %).
| 1793  | 1800 | 1806 | 1821  | 1831  | 1836  | 1841  | 1846  | 1851  |
| ----- | ---- | ---- | ----- | ----- | ----- | ----- | ----- | ----- |
| 1 006 | 973  | 953  | 1 055 | 1 151 | 1 126 | 1 210 | 1 281 | 1 248 |

| 1856  | 1861  | 1866  | 1872  | 1876  | 1881  | 1886  | 1891  | 1896 |
| ----- | ----- | ----- | ----- | ----- | ----- | ----- | ----- | ---- |
| 1 192 | 1 103 | 1 104 | 1 043 | 1 060 | 1 123 | 1 107 | 1 054 | 958  |

| 1901 | 1906 | 1911 | 1921 | 1926 | 1931 | 1936 | 1946 | 1954 |
| ---- | ---- | ---- | ---- | ---- | ---- | ---- | ---- | ---- |
| 940  | 913  | 902  | 712  | 690  | 649  | 589  | 552  | 484  |

| 1962 | 1968 | 1975 | 1982 | 1990 | 1999 | 2006 | 2008 | 2013 |
| ---- | ---- | ---- | ---- | ---- | ---- | ---- | ---- | ---- |
| 365  | 333  | 284  | 260  | 235  | 246  | 251  | 252  | 273  |

| 2018 | 2022 | - | - | - | - | - | - | - |
| ---- | ---- | - | - | - | - | - | - | - |
| 257  | 252  | - | - | - | - | - | - | - |

### Enseignement
La commune est rattachée à l'académie de Grenoble.

### Médias
Deux organes de presse écrite de niveau régional sont distribués dans la commune :
- L'Hebdo de l'Ardèche

Il s'agit d'un journal hebdomadaire français basé à Valence et diffusé à Privas depuis 1999. Il couvre l'actualité pour tout le département de l'Ardèche.
- Le Dauphiné libéré

Il s'agit d'un journal quotidien de la presse écrite française régionale distribué dans la plupart des départements de l'ancienne région Rhône-Alpes, notamment l'Ardèche. La commune est située dans la zone d'édition du centre-Ardèche (Privas).

### Cultes
La communauté catholique et l'église de Saint-Jean-Chambre (propriété de la commune) dépendent de la paroisse Saint Basile entre Doux et Dunière qui comprend plusieurs autres communes. Cette paroisse est elle-même rattachée au diocèse de Viviers.

## Culture et patrimoine

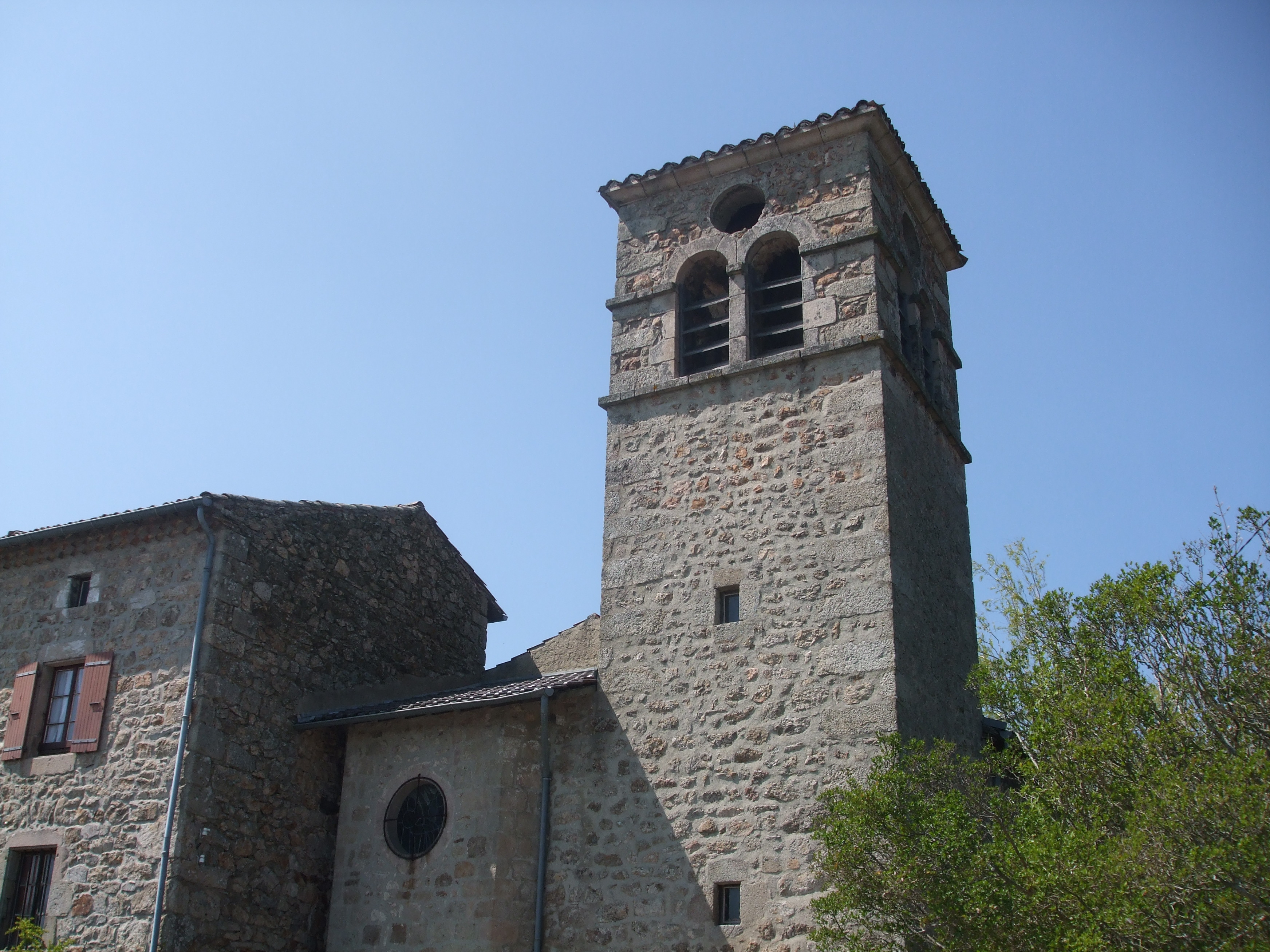
Église Saint-Jean-Baptiste.

### Lieux et monuments
- Église Saint-Jean de Saint-Jean-Chambre.
- Temple protestant de Saint-Jean-Chambre.

### Personnalités liées à la commune
- François-Antoine de Boissy d'Anglas.

### Héraldique
|  | Saint-Jean-Chambre possède des armoiries dont l'origine et le blasonnement exact ne sont pas disponibles. |